# Canton de Liancourt
Le canton de Liancourt est une ancienne division administrative française située dans le département de l'Oise et la région Picardie.

## Géographie

Situation du canton dans l'arrondissement de Clermont.

Ce canton a été organisé autour de Liancourt dans l'arrondissement de Clermont. Son altitude varie de 27 m (Brenouille) à 163 m (Catenoy) pour une altitude moyenne de 60 m.

## Représentation

### Conseillers généraux de 1833 à 2015
| Période | Période          | Identité | Étiquette             | Qualité                                                                                                |
| ------- | ---------------- | --- | --------------------- | --- |
| 1833    | 1835 (démission) | François Théodule Dupressoir (1789-1851)                                                                               |                       | Maire de Sacy-le-Petit                                                                                 |
| 1835    | 1848             | Pierre Auguste Dumont                                                                                                  |                       | Cultivateur, maire de Catenoy                                                                          |
| 1848    | 1852             | Comte puis Duc Hippolyte de La Rochefoucauld-Liancourt                                                                 | Droite                | Ancien Ministre plénipotentiaire Propriétaire à Verteuil-sur-Charente Maire de Liancourt               |
| 1852    | 1860             | Comte Félix d'Andlau (1779-1860) (?) c'est lui en 1854 d'après des documents du fonds d'Andlau aux Archives Nationales |                       | Général, propriétaire, maire de Verderonne                                                             |
| 1871    | 1875 (décès)     | Comte puis Duc Hippolyte de La Rochefoucauld-Liancourt                                                                 | Droite                | Ancien Ministre plénipotentiaire Propriétaire à Verteuil-sur-Charente                                  |
| 1875    | 1886             | Comte Joseph d'Andlau                                                                                                  | Républicain           | Officier d'état-major, propriétaire à Verderonne Sénateur (1876-1887)                                  |
| 1886    | 1892             | Joseph-Edmond Jolidon                                                                                                  | Républicain           | Notaire, maire de Liancourt (1881-1892), conseiller d'arrondissement                                   |
| 1892    | 1910             | Charles Dupuis | Rad.                  | Propriétaire, maire des Ageux                                                                          |
| 1910    | 1919 (décès)     | Edmond Roguet | Républicain           | Propriétaire, maire de Rieux (1908-1919)                                                               |
| 1920    | 1928             | Hubert Stern | Entente (droite)      | Propriétaire à Villette, commune de Sarron                                                             |
| 1928    | 1940             | Armand Dupuis | Rad.                  | Négociant en grains puis meunier Député (1932-1940), maire de Nointel                                  |
|         |                  | |                       | |
| 1945    | 1951             | Georges Lelong | PCF                   | Ouvrier menuisier-ébéniste, artisan puis agent hospitalier Cauffry                                     |
| 1951    | 1970 (décès)     | Jean Bloch (1893-1970)                                                                                                 | DVD puis UNR puis UDR | Maire de Rantigny                                                                                      |
| 1970    | 1976             | Jean Gautier | Centriste             | Médecin Maire de Sacy-le-Grand                                                                         |
| 1976    | 1984 (décès)     | Raymond Maillet | PCF                   | Instituteur - Député (1978-1981) Maire de Monchy-Saint-Éloi (1970-1981)                                |
| 1984    | 1988             | Alain Crévits | RPR                   | Gestionnaire en assurance Maire de Labruyère (1974-2012)                                               |
| 1988    | 2015             | Roger Menn | PS                    | Chercheur, ingénieur à France-Télécom Vice-Président du Conseil Général Maire de Liancourt depuis 1989 |

### Conseillers d'arrondissement (de 1833 à 1940)
| Période                                  | Période      | Identité                                  | Étiquette   | Qualité |
| ---------------------------------------- | ------------ | ----------------------------------------- | ----------- | --- |
| 1833                                     | 1836         | Jean Philippe Dumont (1781-1850)          |             | Propriétaire, cultivateur, meunier à Liancourt                                                              |
| 1836                                     | 1837 (décès) | Étienne Alexis Deschamps fils (1787-1837) |             | Farinier à Laigneville                                                                                      |
| 1837                                     | 1848         | François Théodule Dupressoir (1789-1851)  |             | Propriétaire, maire de Sacy-le-Petit, ancien conseiller général                                             |
|                                          |              |                                           |             | |
| 1852                                     | 1880 (décès) | Louis Octave Cirou de Rieux (1812-1880)   |             | Propriétaire, maire de Rieux                                                                                |
| 1880                                     | 1886         | Joseph-Edmond Jolidon                     | Républicain | Propriétaire, maire de Liancourt                                                                            |
| 1886                                     | 1892         | M. Chédeville                             |             | Cultivateur, maire                                                                                          |
| 1892                                     | 1901         | Vincent Martin                            |             | Docteur en médecine, Sacy-le-Grand                                                                          |
| 1901                                     |              | Joseph Arthur Debeaupuis                  | Radical     | Adjoint au maire puis maire de Liancourt                                                                    |
|                                          |              |                                           |             | |
|                                          | 1937         | Jacques Paul Soulier (1899-1990)          | PDP         | Maire de Liancourt (1931-1944)                                                                              |
| 1937                                     | 1940         | Émile Lenoir (1880-1947)                  | PC-SFIC     | Cheminot, premier adjoint au maire de Fitz-James (jusqu'en 1939, révoqué à la suite du décret Daladier)     |
| 1940                                     |              |                                           |             | Les conseils d'arrondissement ont été suspendus par la loi du 12 octobre 1940 et n'ont jamais été réactivés |
| Les données manquantes sont à compléter. |              |                                           |             | |

## Composition
Le canton de Liancourt a groupé 22 communes et a compté 35 957 habitants (recensement de 1999 sans doubles comptes).
| Communes              | Population (2012) | Code postal | Code Insee |
| --------------------- | ----------------- | ----------- | ---------- |
| Les Ageux             | 1 158             | 60700       | 60006      |
| Angicourt             | 1 525             | 60940       | 60013      |
| Bailleval             | 1 421             | 60140       | 60042      |
| Bazicourt             | 291               | 60700       | 60050      |
| Brenouille            | 2 223             | 60870       | 60102      |
| Catenoy               | 1 094             | 60840       | 60130      |
| Cauffry               | 2 300             | 60290       | 60134      |
| Cinqueux              | 1 561             | 60940       | 60154      |
| Labruyère             | 588               | 60140       | 60332      |
| Laigneville           | 3 789             | 60290       | 60342      |
| Liancourt             | 6 476             | 60140       | 60360      |
| Mogneville            | 1 373             | 60140       | 60404      |
| Monceaux              | 693               | 60940       | 60406      |
| Monchy-Saint-Éloi     | 1 889             | 60290       | 60409      |
| Nointel               | 1 035             | 60840       | 60464      |
| Rantigny              | 2 521             | 60290       | 60524      |
| Rieux                 | 1 605             | 60870       | 60539      |
| Rosoy                 | 592               | 60140       | 60547      |
| Sacy-le-Grand         | 1 316             | 60700       | 60562      |
| Sacy-le-Petit         | 562               | 60190       | 60563      |
| Saint-Martin-Longueau | 1 415             | 60700       | 60587      |
| Verderonne            | 530               | 60140       | 60669      |

## Démographie
| 1962   | 1968   | 1975   | 1982   | 1990   | 1999   | 2009 |
| ------ | ------ | ------ | ------ | ------ | ------ | ---- |
| 19 215 | 21 558 | 25 174 | 28 203 | 33 365 | 35 957 | -    |